# David Rozehnal
David Sebastian Rozehnal (wym. [ˈdavit ˈrɔzɛɦnal]; ur. 5 lipca 1980 w Šternberku) – piłkarz czeski grający na pozycji środkowego obrońcy.

## Kariera klubowa
Rozehnal pochodzi z miasta leżącego w okolicach Ołomuńca, Šternberka. Piłkarską karierę rozpoczynał w małym klubie o nazwie Sokol Kožušany. Gdy zakończył wiek juniora rozpoczął treningi w Sigmie Ołomuniec, a w 1999 roku został włączony do pierwszego składu tego zespołu i w sezonie 1999/2000 zadebiutował w lidze czeskiej w wieku 19 lat. W pierwszym zespole Sigmy częściej pojawiał się w kolejnym sezonie i wtedy też odniósł swój pierwszy poważniejszy sukces, jakim było zajęcie ze swoją drużyną 3. miejsca w lidze i awans do Pucharu UEFA. Rozehnal zagrał wówczas w 13 meczach i zdobył swojego pierwszego gola w lidze (w wygranym 2:1 wyjazdowym meczu z FK Drnovice). W sezonie 2001/2002 stał się już zawodnikiem pierwszej jedenastki i podporą defensywy Sigmy. W Pucharze UEFA zespół odpadł w 1. rundzie po dwumeczu z Celtą Vigo, a w lidze zajął 10. miejsce, ale dzięki klasyfikacji Fair Play trafił ponownie do Pucharu UEFA. Sezon 2002/2003 był Davida ostatnim w barwach Sigmy i rozegrał w nim 27 meczów zajmując ze swoją drużyną 11. miejsce.
Latem 2003 Rozehnal podpisał 4-letni kontrakt z czołowym klubem ligi belgijskiej, Club Brugge, które zapłaciło za niego 500 tysięcy euro. Z klubem z Brugii po dwumeczu z Borussią Dortmund awansował do fazy grupowej Ligi Mistrzów, w której rozegrał 5 meczów. W lidze także był zawodnikiem podstawowej jedenastki, rozegrał 26 meczów i z Brugge został wicemistrzem Belgii. W sezonie 2004/2005 z Brugge mógł świętować mistrzostwo kraju, a jego udział w tym sukcesie to 24 mecze i 1 gol (w przegranym 2:3 meczu z Sint-Truidense VV).
W 2005 roku Rozehnal za 3 miliony euro przeszedł do Paris Saint-Germain. W Ligue 1 zadebiutował 29 lipca w wygranym 4:1 meczu z FC Metz. Był podstawowym zawodnikiem PSG w sezonie 2005/2006 i zagrał w jego barwach we wszystkich 38 ligowych meczach. Z PSG wywalczył Puchar Francji (grał w wygranym 2:1 finale z Olympique Marsylia), a w lidze zajął z nimi 9. pozycję. W sezonie 2006/2007 niemal do ostatniej kolejki bronił się z PSG przed spadkiem i wystąpił w rozgrywkach Pucharu UEFA.
Latem 2007 za 4,3 miliona euro Rozehnal przeszedł do klubu angielskiej Premiership Newcastle United. Już w styczniu 2008 wypożyczono go do włoskiego S.S. Lazio, który następnie wykupił czeskiego zawodnika na stałe. W sezonie 2008/2009 Rozehnal wystąpił w 28 ligowych spotkaniach. W lipcu 2009 roku przeszedł do Hamburger SV, a latem 2010 roku przeszedł do Lille OSC na zasadzie wypożyczenia. W 2015 roku odszedł z Lille do KV Oostende. W 2017 zakończył karierę.
| Sezon   | Klub                | Kraj    | Rozgrywki         | Mecze | Bramki | Rozgrywki Europy                    | Mecze | Bramki |
| ------- | ------------------- | ------- | ----------------- | ----- | ------ | ----------------------------------- | ----- | ------ |
| 1999/00 | Sigma Ołomuniec     | Czechy  | 1. Gambrinus liga | 4     | 0      | –                                   | –     | –      |
| 2000/01 | Sigma Ołomuniec     | Czechy  | 1. Gambrinus liga | 13    | 1      | –                                   | –     | –      |
| 2001/02 | Sigma Ołomuniec     | Czechy  | 1. Gambrinus liga | 28    | 1      | Liga Europy UEFA                    | 2     | 0      |
| 2002/03 | Sigma Ołomuniec     | Czechy  | 1. Gambrinus liga | 27    | 0      | Liga Europy UEFA                    | 2     | 0      |
| 2003/04 | Club Brugge         | Belgia  | Eerste Klasse     | 26    | 0      | Liga Europy UEFA                    | 10    | 0      |
| 2004/05 | Club Brugge         | Belgia  | Eerste Klasse     | 24    | 1      | Liga Europy UEFA                    | 6     | 0      |
| 2005/06 | Paris Saint-Germain | Francja | Ligue 1           | 38    | 0      | –                                   | –     | –      |
| 2006/07 | Paris Saint-Germain | Francja | Ligue 1           | 37    | 1      | Liga Europy UEFA                    | 9     | 0      |
| 2007/08 | Newcastle United    | Anglia  | Premier League    | 21    | 0      | –                                   | –     | –      |
| 2007/08 | S.S. Lazio (wyp.)   | Włochy  | Serie A           | 10    | 0      | –                                   | –     | –      |
| 2008/09 | S.S. Lazio          | Włochy  | Serie A           | 28    | 0      | –                                   | –     | –      |
| 2009/10 | Hamburger SV        | Niemcy  | Bundesliga        | 23    | 1      | Liga Europy UEFA                    | 11    | 0      |
| 2010/11 | Lille OSC (wyp.)    | Francja | Ligue 1           | 13    | 1      | Liga Europy UEFA                    | 8     | 0      |
| 2011/12 | Lille OSC           | Francja | Ligue 1           | 15    | 1      | Liga Mistrzów UEFA                  | 4     | 0      |
| 2012/13 | Lille OSC           | Francja | Ligue 1           | 12    | 0      | Liga Mistrzów UEFA                  | 4     | 0      |
| 2013/14 | Lille OSC           | Francja | Ligue 1           | 17    | 0      | –                                   | –     | –      |
| 2014/15 | Lille OSC           | Francja | Ligue 1           | 18    | 0      | Liga Mistrzów UEFA Liga Europy UEFA | 1 2   | 0      |
| 2015/16 | KV Oostende         | Belgia  | Eerste klasse     | 36    | 0      | –                                   | –     | –      |
| 2016/17 | KV Oostende         | Belgia  | Eerste klasse     | 27    | 3      | –                                   | –     | –      |
| 2017/18 | KV Oostende         | Belgia  | Eerste klasse     | 3     | 0      | Liga Europy UEFA                    | 2     | 0      |

## Kariera reprezentacyjna
W 2002 roku Rozehnal był członkiem młodzieżowej reprezentacji Czech na Młodzieżowe Mistrzostwa Europy, na których był podstawowym zawodnikiem i na boiskach Szwajcarii wywalczył mistrzostwo kontynentu.
W pierwszej reprezentacji Czech Rozehnal zadebiutował 18 lutego 2004 roku w zremisowanym 2:2 meczu z Włochami. W tym samym roku znalazł się w kadrze na finały Euro 2004, na których rozegrał 3 mecze: grupowe z Holandią (3:2) i Niemcami (2:1) oraz ćwierćfinałowy z Danią (3:0). Z Czechami dotarł do półfinału, w którym już nie wystąpił.
W 2006 roku Rozehnal wraz z narodową kadrą wyjechał na Mistrzostwa Świata w Niemczech. Był tam podstawowym zawodnikiem drużyny i rozegrał w niej wszystkie 3 grupowe mecze w pełnym wymiarze czasowym: wygranym 3:0 z USA oraz przegranymi po 0:2 z Ghaną i Włochami.